# 岩佐英治
岩佐 英治（いわさ えいじ、1964年6月7日 - ）は、NHKの元チーフアナウンサー。

## 人物
神奈川県立横浜緑ケ丘高等学校を経て東京大学卒業後、1988年入局。
大相撲中継には1989年から携わっており、元々の志望動機や経歴などもあって抜擢されるのが他の同年代のアナウンサーに比べてかなり早く、1994年九州場所から幕内の実況を担当するようになった。2000年代半ばからは幕内実況の担当回数も多くなり、2009年名古屋場所では初めてテレビで千秋楽の幕内実況を担当した。その1年後の人事異動で藤井康生アナの後任として名古屋に配属され、名古屋場所中継のアナウンス統括担当となった。現場からの評価は非常に高く、前述のようにかなりの期待を受けていた。
2006年初場所中日は幕下の実況担当であったが、この日は好角家として知られるデーモン小暮閣下がゲストとして幕下の時間帯から出演しており、同じく元々相撲ファンであった岩佐とともに「相撲談義」をする場面も見られた。その後、2007年初場所中日、2009年初場所中日と、再び閣下がゲスト出演した際も岩佐が実況を担当している（2007年と2009年の出演時は幕内の実況）。
2010年九州場所2日目、横綱白鵬が稀勢の里に敗れ連勝が63でストップした際にはラジオで実況を担当していた（テレビ実況は吉田賢アナ）。
2011年6月頃から体調を崩して休養に入っていたが、2012年4月に復帰。現時点では2011年初場所が大相撲中継担当の最後となっている。2015年からアナウンサーとしての活動を離れ、NHK放送文化研究所所属。

## 嗜好・挿話
- 元々相撲好きで、東大では相撲部に属し、完成したばかりの両国国技館の土俵に上がった経験もある。そもそも、NHK志望の動機が「相撲実況をすること」だったという[1]。スポーツ実況全般は2局目の佐賀時代から担当しているが、当初はサッカーの実況なども行っていた[2]。
- 現在TBSテレビのアナウンサーでスポーツ実況を主に担当する土井敏之とは佐賀局時代に同僚だった（土井が新人で配属）。土井のTBS移籍を後押ししたのはTBS内定が決まった後に岩佐が「せっかくの機会だし、2年目の今のうちに辞めちゃったほうがいいよ」と助言したからという[3]。

## 現在の出演番組
（なし）

## 過去の出演番組
- 情報ワイド福岡いちばん星（福岡勤務時）
- 大相撲中継他スポーツ中継（高校野球、メジャーリーグ、競馬、ロードレース（英語版）など）
- サッカー中継
- 2008年北京オリンピック女子レスリング　実況
- NHK BSニュース 深夜帯